# 寺地秀行
寺地 秀行（てらち ひでゆき）は、広島県出身の編曲家、ディレクター、キーボーディスト。1995年にB.M.F.Rooms入社。Being所属歌手のアレンジャー・ディレクターを担当している。

## 編曲
- 愛内里菜
- 青紀ひかり
- 岩田さゆり
- 宇徳敬子
- 岸本早未
- 倉木麻衣
- 竹井詩織里
- TUBE
- DIMENSION
- Hundred Percent Free
- B'z
  - 松本孝弘
  - 稲葉浩志
- BREAKERZ
- BON-BON BLANCO
- 吉田知加
- Ryu